# Стравињино (Бреша)
Стравињино је насеље у Италији у округу Бреша, региону Ломбардија.
Према процени из 2011. у насељу је живело 1028 становника. Насеље се налази на надморској висини од 643 м.